# Megaloremmius leo
Megaloremmius leo är en spindelart som beskrevs av Simon 1903. Megaloremmius leo ingår i släktet Megaloremmius och familjen jättekrabbspindlar.
Artens utbredningsområde är Madagaskar. Inga underarter finns listade i Catalogue of Life.